# Basquiat – den svarte rebellen
Basquiat – den svarte rebellen (originaltitel: Basquiat) är en amerikansk film och verklighetsdrama om konstnären Jean-Michel Basquiat från 1996. Den är regisserad av Julian Schnabel, som tillsammans med Lech Majewski också skrivit manus. Filmen är producerad av H. Joseph Allen, Peter M. Brant och Michiyo Yoshizaki.

## Handling
Den unge graffitimålaren Jean-Michels liv ändras när han kommer i kontakt med Andy Warhol 1981. Från att ha levt på gatorna i New York blir han en framgångsrik målare med utställningar över hela världen. Som många andra artister dör han ung av en överdos, endast 27 år gammal.

## Rollista i urval
| Jeffrey Wright       | – Jean-Michel Basquiat |
| Benicio Del Toro     | – Benny Dalmau         |
| Claire Forlani       | – Gina Cardinale       |
| Michael Wincott      | – Rene Ricard          |
| David Bowie          | – Andy Warhol          |
| Dennis Hopper        | – Bruno Bischofberger  |
| Gary Oldman          | – Albert Milo          |
| Parker Posey         | – Mary Boone           |
| Tatum O'Neal         | – Cynthia Kruger       |
| Courtney Love        | – Big Pink             |
| Christopher Walken   | – Intervjuaren         |
| Willem Dafoe         | – Elektrikern          |
| Elina Löwensohn      | – Annina Nosei         |
| Jean-Claude La Marre | – Shenge               |
| Paul Bartel          | – Henry Geldzahler     |

## Filmens musik
Låtarna i den ordning de följer varandra i filmen:
- Fairytale of New York – The Pogues
- Public Image – Public Image Ltd
- Girlfriend – The Modern Lovers
- Suicide Mode – Nicholas Marion Taylor
- Suicide Hotline Mode – Nicholas Marion Taylor
- I'm Not in Love – Toadies
- Lust for Life – Iggy Pop
- The Nearness of You – Keith Richards
- Waiting on a Friend – The Rolling Stones
- Pixote Theme – Electro Band
- It's All Over Now, Baby Blue – Them
- You Can't Be Funky (If You Haven't Got Soul) – Bush Tetras
- Flamenco Sketches – Miles Davis
- Ko-Ko – Charlie Parker
- White Lines – Grandmaster Flash Melle Mel
- Beast of Burden – The Rolling Stones
- Rise – Tripping Daisy
- Is That All There Is? – Peggy Lee
- Paris Je T'aime (Paris, Stay the Same) – David McDermott
- April in Paris – Charlie Parker
- Who Are You This Time – Tom Waits
- India – The Psychedelic Furs
- D'amor sull'ali rosee (Il trovatore, Act 4 Sc. 1) – Renata Tebaldi
- Tom Traubert's Blues (Four Sheets to the Wind in Copenhagen) – Tom Waits
- Symphony No. 3, Opus 36 (Symphony of Sorrowful Songs) – London Sinfonietta
- Summer in Siam – The Pogues
- She Is Dancing – Brian Kelly
- Hallelujah – John Cale
- A Small Plot of Land – David Bowie
- This Is the Last Song I'll Ever Sing – Gavin Friday